# Steesow
Steesow ist ein Ortsteil der Stadt Grabow im Landkreis Ludwigslust-Parchim in Mecklenburg-Vorpommern (Deutschland).

## Geografie
Der Ort im Südwesten Mecklenburg-Vorpommerns an der Grenze zu Brandenburg liegt nordwestlich des Rambower Moores, eines Bestandteils des Biosphärenreservates Flusslandschaft Elbe-Brandenburg. Die nächstgelegene Stadt ist Lenzen (Elbe). Im Ortsgebiet fließt der Göbengraben westlich in Richtung Alte Elde.

## Geschichte
Die erste urkundliche Erwähnung stammt von 1255 im Zusammenhang mit dem Ratzeburger Zehntregister, als Steesow ein Gut war. Ab 1496 gehörte das Gut dem märkischen Adelsgeschlecht der Quitzow. Der Geometer, Landwirt und Zuckerindustrielle Anton Ludwig Sombart (1816–1898), Vater des Nationalökonomen Werner Sombart und entschiedener Kritiker des preußischen Parzellierungsverfahrens, führte eine private „Kolonisation“ auf dem eigens dafür von ihm durch eine Zwangsversteigerung erworbenen Rittergut Steesow durch. Nach dem Kauf zerlegte er das Gut in mehrere größere und kleinere Grundstücke, ließ neben vier bereits vorhandenen Kolonisten noch 20 weitere Bauern das Gebiet kolonisieren und konnte das ehemalige Gut vom Status eines Gutsbezirks ab 1886 in den Status eines Gemeindebezirks überführen. Diesen Prozess der Aufteilung eines landwirtschaftlichen Großbetriebes zur Schaffung von Klein- und Mittelbesitz nutzte er als praktisches gelungenes Beispiel, um dafür mit Referaten zu werben.
Die zur Gemeinde Steesow gehörigen Ortsteile Bochin und Zuggelrade wurden 1358 und 1542 erstmals urkundlich erwähnt. Bochin war lange ein Gutsdorf und gehörte über mindestens drei Generationen der Familie von Arenstorff-Krümmel (kath.). Der immerhin 533 ha umfangreiche Besitz war ein kreistagsfähiges Rittergut und somit stand dem Eigentümer ein Sitz im regionalen Kreistag zu. 1907 gehörte den von Arensdorff`schen Erben konkret 534 ha. Der landwirtschaftliche Großbetrieb behielt seine Größe, einer der letzten Besitzerin war die Witwe des Georg Asselborn, geborene Müller-Pyrmont, die Verwaltung führte der Förster Kiehm.
Bis 1952 gehörten die drei Ortsteile zum Landkreis Westprignitz (Land Brandenburg). Mit der Auflösung der Länder, der Schaffung von Bezirken und der grundlegenden Kreisreform in der DDR kamen die drei Gemeinden zum Kreis Ludwigslust und damit zum Bezirk Schwerin.
Die Kommunalwahl am 7. Juni 2009 fiel in Steesow mangels Kandidaten aus. Am 1. Januar 2016 wurde die Gemeinde Steesow nach Grabow eingemeindet, obwohl keine gemeinsame Grenze existiert hat. Steesow, Bochin und Zuggelrade bilden damit eine Exklave von Grabow, die rund sechs Kilometer vom übrigen Gemeindegebiet entfernt liegt. Zwei weitere Gemeinden befinden sich zwischen Grabow und der Exklave Steesow.
In der Gemeinde Steesow mit ihren Ortsteilen lebten auf 24,4 km² 197 Einwohner (Stand: 31. Dezember 2014). Letzte Bürgermeisterin war Evelin Gernke.

### Rittergut Holdseelen
Das Rittergut Holdseelen befand sich zwischen Steesow und Zuggelrade. Bis Anfang des 20. Jahrhunderts befand es sich, gemeinsam mit dem Rittergut Pröttlin, im Besitz des märkischen Adelsgeschlechts Blumenthal. Zuletzt war das 210 ha Gut im Besitz der Familie Otto Heike. Nachdem das Gut jahrelang leer stand, wurde die Ruine komplett abgerissen.

ehemaliges Rittergut Holdseelen

### Archäologische Funde

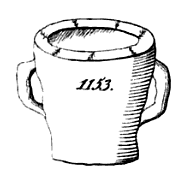
Zeichnung des Kruges

In den frühen 1830er Jahren wurden bei Feldarbeiten des Gutsackers ein zweischneidiges zur Spitze hin verjüngendes Schwert, dessen Griffzunge ohne Nietlöcher war, gefunden. Dazugehörig wurde ein fast 100 Pfund schweres unförmiges, aus freier Hand geformtes Mörserähnliches Gefäß geborgen. Weil es aus gebrannter, grobkörniger roter Ziegelerde bestand und handwerkliche Mängel aufwies wurde es von den Zeitgenossen nicht dem Mittelalter, sondern heidnischer Zeit zugeordnet. Beides wurde anschließend vom Oberamtmann Meyer zu Chorin dem Professor Danneil zu Salzwedel geschenkt. Zusammen mit mehreren weiteren Urnen die im Umkreis, darunter auch in Deibow, gefunden wurden, gelangten diese Stücke nach Berlin, wo sie im Museum zu Berlin ausgestellt wurden. Das Schwert gilt heute als verschollen.

### Bevölkerungsentwicklung
| Datum             | Einwohner |
| ----------------- | --------- |
| 31. Dezember 2003 | 213       |
| 31. Dezember 2004 | 208       |
| 31. Dezember 2005 | 216       |
| 31. Dezember 2006 | 214       |
| 31. Dezember 2007 | 209       |
| 31. Dezember 2009 | 198       |
| 31. Dezember 2010 | 196       |
| 31. Dezember 2014 | 197       |

## Sehenswürdigkeiten
- Kirche in Bochin

→ Siehe auch Liste der Baudenkmale in Grabow (Elde)

## Verkehrsanbindung
Steesow befindet sich im Städtedreieck zwischen Ludwigslust, Perleberg und Dannenberg (Elbe). Durch diese Städte verlaufen jeweils die Bundesstraße 5, Bundesstraße 191 und die Bundesstraße 195. Keine dieser Städte ist direkt zu erreichen und lediglich die Landesstraße 135, die an der mecklenburgischen Grenze zur L 8 wird, verbindet Steesow mit Lenzen (Elbe) und Grabow. Über eine Wirtschaftsstraße ist Steesow ebenfalls mit Rambow, einem Ortsteil von Lenzen, verbunden. Durch Rambow verläuft die L 13, die in die B 5 mündet und die Lenzen mit Karstädt (Prignitz) verbindet.
Parallel zur B 5 verläuft die Bahnstrecke Berlin–Hamburg, die jeweils vom 20 Kilometer entfernten Ludwigslust, zeitweise vom 13 Kilometer entfernten Grabow oder vom 13 Kilometer entfernten Karstädt aus benutzt werden kann.